# Chantal duPont

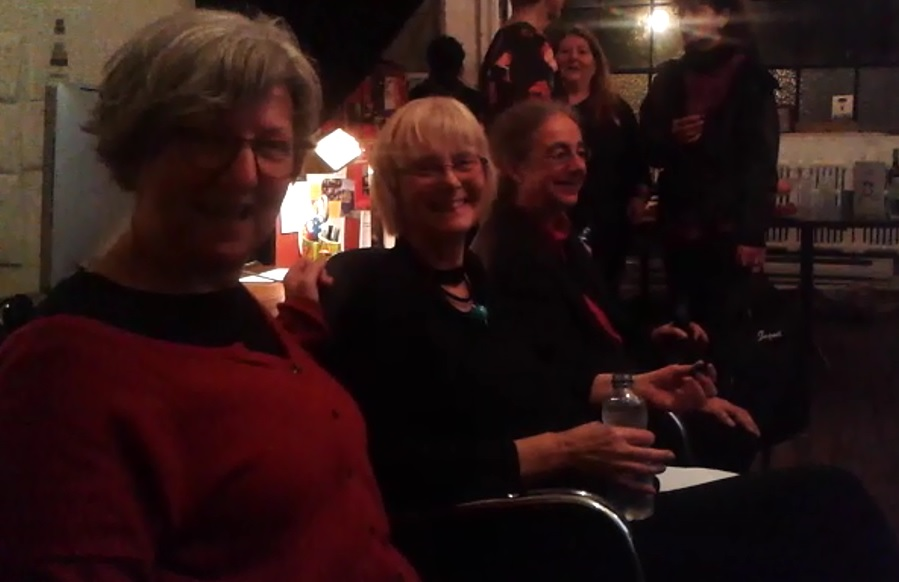
Photographie de Chantal duPont à Montréal

Chantal duPont, née à Montréal (Québec, Canada) en 1942 et morte le 25 février 2019, est une artiste multidisciplinaire contemporaine. Artiste multimédia, photographe, peintre, sculptrice, graphiste, plasticienne et écrivaine, elle enseigne également à l'Université du Québec à Montréal depuis 1985, où elle est professeure associée,.

## Biographie
Chantal duPont suit une formation de plasticienne à l'École des beaux-arts de Montréal (1964-1966) et à l'Université Concordia (1967-1969), se spécialisant dans la peinture, la gravure et la pédagogie artistique. Elle débute sa création vidéographique durant les années 1980. Son œuvre est primée dans de nombreux concours internationaux, notamment en Belgique, en Colombie, en France et au Portugal, en plus d'être primée au Canada. Son travail porte sur « l’autobiographie, la mémoire, l’identité et la sensorialité », de même que sur la « relation écriture/création ».

## Prix
- 2006 : Prix Bell Canada d’art Vidéographique 2005, Conseil des arts du Canada[8]
- 2001 : Prix spécial du jury, Video Lisboa 2001, Lisbonne, Du front tout le tour de la tête[9]
- 2001 : Mention spéciale des télévisions 33 et France 3 Sud, Du front tout le tour de la tête, Festival international vidéo d’Estavar-Llivia, France-Espagne[9]
- 2001 : Prix à la création artistique du Conseil des arts et des lettres du Québec pour la meilleure œuvre d’art et d’expérimentation en cinéma et vidéo, Du front tout le tour de la tête, 19e Rendez-vous du cinéma québécois
- 2001 : Prix ex-aequo de l’Association québécoise des critiques de cinéma pour la meilleure fiction, court et moyen métrage, 2000, Du front tout le tour de la tête[10]
- 2000 : Mention du jury pour la vidéo De cœur et de paroles, Festival vidéo Liège international, Belgique
- 1997 : Mention spéciale du jury pour Lettres de souvenance. Festival Internacional de la Imagen, modalidad videografica, Manizales, Colombie
- 1996 : Prix Eurorégion pour l’originalité et la sensibilité de l’écriture de la vidéo Lettres de souvenance, Festival vidéo d’Estavar/LLivia, France/Espagne
- 1984 : Bons becs de Chine, vidéo, couleur, 30 min. Sélection et mention spéciale au 3e Festival international du film sur l’art de Montréal

## Musées et collections publiques
- Cinémathèque québécoise[11]
- Galerie de l'UQAM
- Mendel Art Gallery
- Musée d'art contemporain de Montréal
- Musée des beaux-arts de Sherbrooke
- Musée national des beaux-arts du Québec[12]